# 肉色米爱氏海葵
肉色米爱氏海葵（学名：[Milne-Edwardsia carnea] 错误：{{Lang}}：文本有斜体标记（帮助））为爱氏海葵科米爱氏海葵属的动物。分布于越南，包括黄海、渤海等海域。